# Gymnoclytia propinqua
Gymnoclytia propinqua är en tvåvingeart som först beskrevs av Wulp 1892.  Gymnoclytia propinqua ingår i släktet Gymnoclytia och familjen parasitflugor. Inga underarter finns listade i Catalogue of Life.